# Al Qaida op het Arabisch Schiereiland

Vlag van AQAS

Al Qaida op het Arabisch Schiereiland (AQAS; تنظيم القاعدة في جزيرة العرب, Tanẓīm al-Qā‘idah fī Jazīrat al-‘Arab) is een moslimfundamentalistische paramilitaire beweging die zichzelf als een onderafdeling van Al Qaida ziet. De afdeling is vooral actief in Jemen en in mindere mate in het koninkrijk Saoedi-Arabië waarvan het de vernietiging nastreeft. Deze beweging wordt als een van de meest actieve terroristische bewegingen gezien.

## Doelstelling
De doelstellingen van Al Qaida op het Arabische Schiereiland zijn vrij gelijk als deze van Al Qaida. Ze zijn aanhanger van Sayyid Qutb en het salafisme.
- Verdrijving van het voor hen corrupte regime van de Saudi's
- Installeren van een kalifaat gebaseerd op de sharia
- Het Midden-Oosten ontdoen van de westerse invloed

## Oprichting
De organisatie werd in 2009 opgericht uit leden van Al Qaida uit de Arabische wereld. De organisatie is op touw gezet door Nasir al-Wuhayshi en zijn leiderschap werd in een videoboodschap bevestigd door Al Qaida leider Ayman Al-Zawahiri.

## Methode
AQAS is vooral actief in Jemen omdat dit land een betere thuisbasis is dan Saoedi-Arabië en er geen sterke regime is. Jemen is echter vooral een opstapje voor het voor hen heilige land. AQAS voert actief oorlog in Jemen en heeft controle over een deel van het land. Daarnaast voert het ook aanslagen uit in het Arabische schiereiland en roept de organisatie ook op tot aanslagen in het Westen. Hiervoor gebruiken ze veel propaganda, zowel met een tijdschrift 'Inspire' als andere media.

## Belangrijke leden
- Nasir al-Wuhayshi: leider en oprichter van de organisatie. Was een van de meest gezochte terroristen met een beloning van 10 miljoen dollar voor zijn gevangenname. Gedood bij een droneaanval in juni 2015.[1]
- Ibrahim al-Rubaysh: geestelijke leider, gedood in april 2015
- Ibrahim al-Asiri: bommenmaker van de organisatie.
- Anwar al-Awlaki: ideoloog en belangrijke propagandist van de organisatie die in 2011 werd gedood door drones.
- Ali Abed al-Rab bin Talab: beter gekend als Abu Anwar: belangrijkste rechter van AQAS in de provincie Hadramaut, gedood op 1 januari 2016[2]

## Activiteiten

### 2000
- Zelfmoordaanslag op het Amerikaanse marineschip USS Cole, waarbij er zeventien Amerikanen werden gedood. Deze aanslag werd gepleegd door voorlopers van AQAS.

### 2004
- Aanslag in Khobar, waarbij de olieinstallaties werden aangevallen en er 23 doden vielen. Vermoedelijk was de aanslag het werk van een voorloper van deze groepering.[3]

### 2007
- Zelfmoordaanslag op een konvooi van toeristen nabij de Jemenitische stad Ma'rib, waarbij acht Spaanse toeristen en twee Jemenitische gidsen omkomen.[4]

### 2008
- Aanslag op de Amerikaanse ambassade in Sana’a, de hoofdstad van Jemen waarbij er 18 doden vielen.[5]
- Aanval op een konvooi van Belgische toeristen in de woestijnvallei van Wadi Dawan in de provincie Hadramaut.[6][7]

### 2009
- Mislukte aanslag op vlucht 253 tussen Schiphol en Detroit. AQAS eiste de mislukte aanslag op. Het was de eerste maal dat ze actief waren buiten het Midden-Oosten.[8]
- Aanslag op Saoedische prins Mohammed bin Nayef.[9]

### 2010
- Twee bommen die gevonden waren op een vrachtschip. De bommen waren bestemd voor synagoges in Chicago, maar werden ontdekt door de veiligheidsdiensten.[10]

### 2012
- Aanslag op het ministerie van defensie in Sanaa. Door een zelfmoordaanslag met een bomauto sterven minimum 56 mensen.[11]

### 2015
- AQAS bevrijdt verschillende gevangenen uit Jemen.[12]
- Aanslag op Charlie Hebdo[13]
- Begin december verovert Al Qaida de stad Jaar, de tweede grootste stad van het gouvernement Abyan, in het zuiden van Jemen. Bij de gevechten tussen Al Qaida en regeringsgetrouwe troepen vallen minsten zeven doden.[14]